# Cyclanorbis elegans
La tartaruga alata della Nubia (Cyclanorbis elegans Gray, 1869) è una tartaruga d'acqua dolce della famiglia dei Trionichidi.

## Descrizione
Negli adulti il grosso carapace rotondo (lungo fino a 60 cm) è di colore verde oliva o marrone, con numerose macchie gialle o verdognolo chiaro sui margini laterali. Nei giovani sono presenti file longitudinali di tubercoli e una bassa carena vertebrale, ma negli adulti il carapace è completamente liscio. Il termine «alata» deriva dalla presenza di due alette femorali situate sul piastrone che ricoprono le zampe quando vengono retratte nel carapace. Il piastrone è giallo con macchie scure. La testa, piccola in proporzione al corpo, è marrone con vermicolature verde chiaro o gialle. Anche il collo è marroncino, ma è più chiaro della testa e presenta numerose macchioline gialle. I maschi hanno code più lunghe e grosse delle femmine.

## Distribuzione e habitat
La tartaruga alata della Nubia è diffusa dal Sudan al Ghana; abita i fiumi a corso lento e le paludi.

## Biologia
La biologia di questa specie è quasi del tutto sconosciuta.